# Treble Peak
Der Treble Peak (englisch für Dreifachspitze) ist ein 702 m hoher Berg an der Nordküste Südgeorgiens. Er ragt östlich der Fortuna Bay und 800 m südlich des Harper Peak auf. Er ist der höchste Gipfel der Henriksen Peaks.
Wissenschaftler der britischen Discovery Investigations kartierten ihn 1929 und benannten ihn deskriptiv.